# Ал Сасо (Лука)
Ал Сасо (итал. Al Sasso) је насеље у Италији у округу Лука, региону Тоскана.
Према процени из 2011. у насељу је живело 80 становника. Насеље се налази на надморској висини од 2 м.